# Club 53
Der Club 53, auch Freundeskreis, war ein Ideenfindungszirkel, der die Durchführung der documenta 1 in Kassel vorbereitete. Der Club 53 gilt als Keimzelle der documenta.

## Geschichte
1953 fand Arnold Bode nach ersten Experimenten als Kurator in der Hessischen Sezession, einen Zirkel von Mitstreitern und Freunden, die das utopisch erscheinende Vorhaben der documenta in den kriegszerstörten Ruinen der Stadt Kassel verwirklichen wollte. Der Club 53 traf sich meist im privaten Haus von Arnold Bode. Man entschloss sich, einen eingetragenen Verein mit dem Ziel der Ausrichtung der documenta 1 ins Leben zu rufen, mit dem Vereinsnamen Europäische Kunst des 20. Jahrhunderts mit dem Untertitel Gesellschaft zur Vorbereitung und Durchführung einer Veranstaltung anläßlich der Bundesgartenschau 1955.
Am 28. April 1953 wurde der Verein unter dem nunmehr geänderten Vereinsnamen Abendländische Kunst des 20. Jahrhunderts anläßlich der Bundesgartenschau 1955 ins Kasseler Vereinsregister eingetragen. Den Vorsitz übernahm der Raiffeisendirektor Heinz Lemke, dessen Stellvertreter wurde der ehemalige Gerichtspräsident Erich Lewinski. Der Kreis der documenta-Gründer um Arnold Bode vereinigte die Bundestagsabgeordneten Adolf Arndt, Ludwig Preller, August-Martin Euler, die Feuilltonredakteurin der H.N.A. Hilde Roemer-Bergfeld, den Kustos des Hessischen Landesmuseums Herbert von Buttlar, den Darmstädter Direktor des Rates für Formgebung Ulrich Gertz, den Direktor der Kasseler Staatlichen Werkakademie Stephan Hirzel, den Regierungspräsidenten Fritz Hoch, den Landrat Hans Kuprian, den Oberbürgermeister Lauritz Lauritzen, den Landschaftsplanungsprofessor Hermann Mattern, den Staatstheaterintendanten Manfred Schaffner, den Direktor der Staatlichen Kunstsammlungen Kassel Hans-Erasmus Vogel und den Architekten Robert Völker.
Dem beratenden Arbeitsausschuss gehörten Werner Haftmann, der Leiter der Hannoveranischen Kestner-Gesellschaft Alfred Hentzen, der Direktor der Staatlichen Kunsthalle Karlsruhe Kurt Martin und der Bildhauer und Direktor der Frankfurter Städelschule Hans Mettel an. Als Sekretär fungierte zunächst Ulrich Gertz, der 1955 durch Herbert von Buttlar ersetzt wurde.
Man versuchte, potentielle Geld- und Leihgeber für die Ausrichtung der documenta 1 zu gewinnen. Heinz Lemke veranlasste seinen Bekannten August-Martin Euler, der auch Vereinsmitglied war, dessen Parteifreund, den Bundespräsidenten und ausgebildeten Kunsthistoriker Theodor Heuss, auf die Ausstellungspläne aufmerksam zu machen. Theodor Heuss übernahm die Schirmherrschaft und das Ministerium für Gesamtdeutsche Fragen sowie das Bundesinnenministerium erklärten sich bereit, die Kunstschau mit je 100.000 DM zu unterstützen. Allerdings war die Zahlung verbunden mit einem Haftungsausschluss eines möglichen Defizits, das die Stadt Kassel übernahm. Aus Geldern der Staatlichen Sportwetten bezuschusste das Land Hessen den Verein mit 100.000 DM. Erst im Dezember 1954 begann die kuratorische Arbeit zur documenta 1, die vom 15. Juli bis 18. September 1955 stattfand.
Der Verein ging anlässlich der documenta II 1958 in die documenta GmbH über. Das Grundkapital von 20.000 DM stellten die Stadt Kassel mit 19.400 DM und der Maler Fritz Winter mit 600 DM zur Verfügung.